# خانيلة (حسينية انديمشك)
خانيلة (بالفارسية: خانیله) هي قرية تقع في إيران في قسم حسینیة الريفي.